# Elzunia pavonii
Elzunia pavonii is een vlinder uit de familie Nymphalidae. De wetenschappelijke naam van de soort is, als Tithorea pavonii, voor het eerst geldig gepubliceerd in 1873 door Arthur Gardiner Butler.